# Архиепископ Вашингтонский, митрополит всей Америки и Канады
Архиепископ Вашингтонский, Митрополит всей Америки и Канады (англ. Archbishop of Washington, Metropolitan of All America and Canada) — официальный титул Предстоятеля Православной Церкви в Америке с 1 июля 2009 года. С 2005 до 1 июля 2009 года официальный титул включал в себя Нью-Йоркскую кафедру: «Архиепископ Вашингтонский и Нью-Йоркский, Митрополит всей Америки и Канады». 1 июля 2009 года Священный Синод Православной Церкви в Америке разделил Вашингтонскую и Нью-Йоркскую епархию, восстановив Вашингтонскую епархию и епархию Нью-Йорка-Нью-Джерси.
Православная Церковь в Америке (ПЦА) — самая молодая из Поместных Православных Церквей. Её история восходит к XVIII веку, когда в Северной Америке появились первые православные приходы. Автокефалия православной церкви в Америке предоставлена в 1970 году Русской православной церковью. В диптихе Русской церкви ПЦА стоит на пятнадцатом месте после Православной церкви Чешских земель и Словакии. Но автокефалия ПЦА не признана Константинопольской церковью и другими древними патриархатами.
С 12 ноября 2008 года до своей отставки 7 июля 2012 года предстоятелем являлся Блаженнейший Митрополит Иона. Нового предстоятеля избрали на XVII Всеамериканском Соборе в г. Парме, шт. Огайо, 13 ноября 2012 года.

## Митрополиты
- Платон (Рождественский) (1922 — 20 апреля 1934) — митрополит всей Америки и Канады
- Феофил (Пашковский) (20 апреля 1934 — 27 июня 1950) до 23 ноября 1934 — архиепископ Сан-Францисский, митрополит всей Америки и Канады
- Леонтий (Туркевич) (27 июня 1950 — 14 мая 1965) до 5-8 декабря 1950 — архиепископ Нью-Йоркский, митрополит всей Америки и Канады
- Ириней (Бекиш) (14 мая 1965 — 25 октября 1977) до 23 сентября 1965 — архиепископ Нью-Йоркский, митрополит всей Америки и Канады
- Феодосий (Лазор) (25 октября 1977 — 21 июля 2002) — архиепископ Вашингтонский, митрополит всей Америки и Канады
- Герман (Свайко) (22 июля 2002 — 4 сентября 2008) — до 2005 года архиепископ Вашингтонский, митрополит всей Америки и Канады, с 2005 — архиепископ Вашингтонский и Нью-Йоркский, Митрополит всей Америки и Канады
- Иона (Паффхаузен) (12 ноября 2008 — 7 июля 2012) — до 2009, архиепископ Вашингтонский и Нью-Йоркский, митрополит всей Америки и Канады, с 2009 — архиепископ Вашингтонский
- Тихон (Моллард) (с 13 ноября 2012) — архиепископ Вашингтонский, митрополит всей Америки и Канады